# Lintaxine cokeri
Lintaxine cokeri är en plattmaskart. Lintaxine cokeri ingår i släktet Lintaxine och familjen Heteraxinidae. Inga underarter finns listade i Catalogue of Life.